# Metilen
Metilen je karben na koji se često nailazi u organskoj hemiji. Metilen je u osnovnom stanju ne-linearni triplet, i stoga je paramagnetičan. On je stabilan u gasovitom stanju. Metilen se može smatrati da je diradikal. Njegove reakcije adicije su veoma brze i egzotermne. Metilen je sklon dimerizaciji na visokim koncentracijama u eten.

## Literatura
- Lazár, Milan; Lazr̀, Milan (1989). Free radicals in chemistry and biology. Boca Raton: CRC Press.  0-8493-5387-4.